# L’Escarène
L’Escarène (okzitanisch L'Escarèa, italienisch Scarena) ist eine französische Gemeinde im Département Alpes-Maritimes in der Region Provence-Alpes-Côte d’Azur. Sie gehört zum Kanton Contes im Arrondissement Nizza. Die Bewohner nennen sich die Escarénois.

## Geographie
L’Escarène liegt in den französischen Seealpen. Die angrenzenden Gemeinden sind:
- Lucéram und Touët-de-l’Escarène im Norden,
- Peille im Osten,
- Blausasc im Süden,
- Berre-les-Alpes im Westen.

Durch L’Escarène fließt der Paillon. Die Ortschaft wird von der normalspurigen Eisenbahnstrecke Nizza–Breil-sur-Roya (Zweigstrecke der Tendabahn) bedient.

## Bevölkerungsentwicklung
| Jahr      | 1962 | 1968 | 1975 | 1982 | 1990 | 1999 | 2008 | 2012 |
| --------- | ---- | ---- | ---- | ---- | ---- | ---- | ---- | ---- |
| Einwohner | 1223 | 1619 | 1553 | 1424 | 1751 | 2128 | 2342 | 2449 |

## Sehenswürdigkeiten
Siehe: Liste der Monuments historiques in L’Escarène

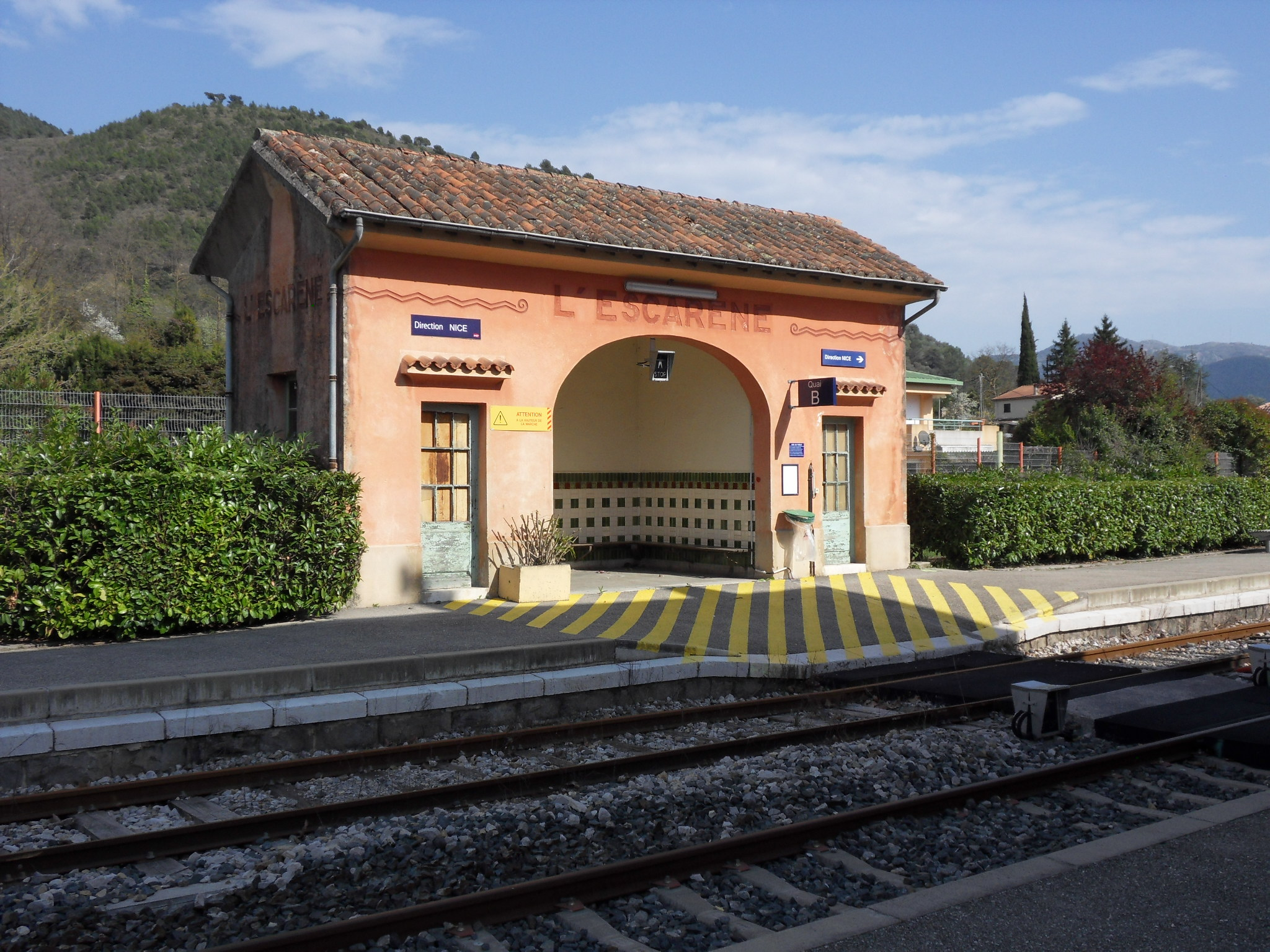
Bahnhof von L’Escarène
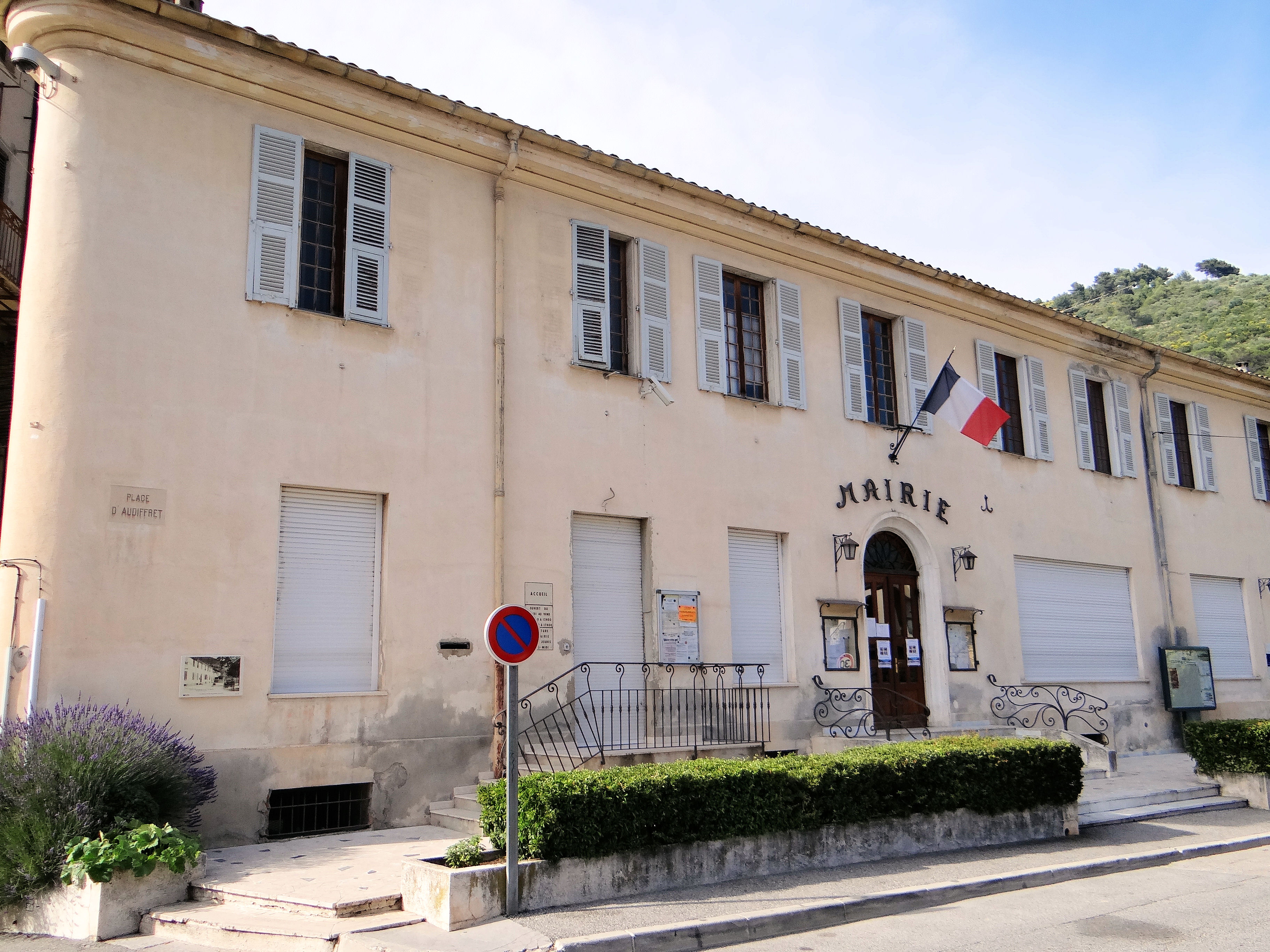
Rathaus von L’Escarène
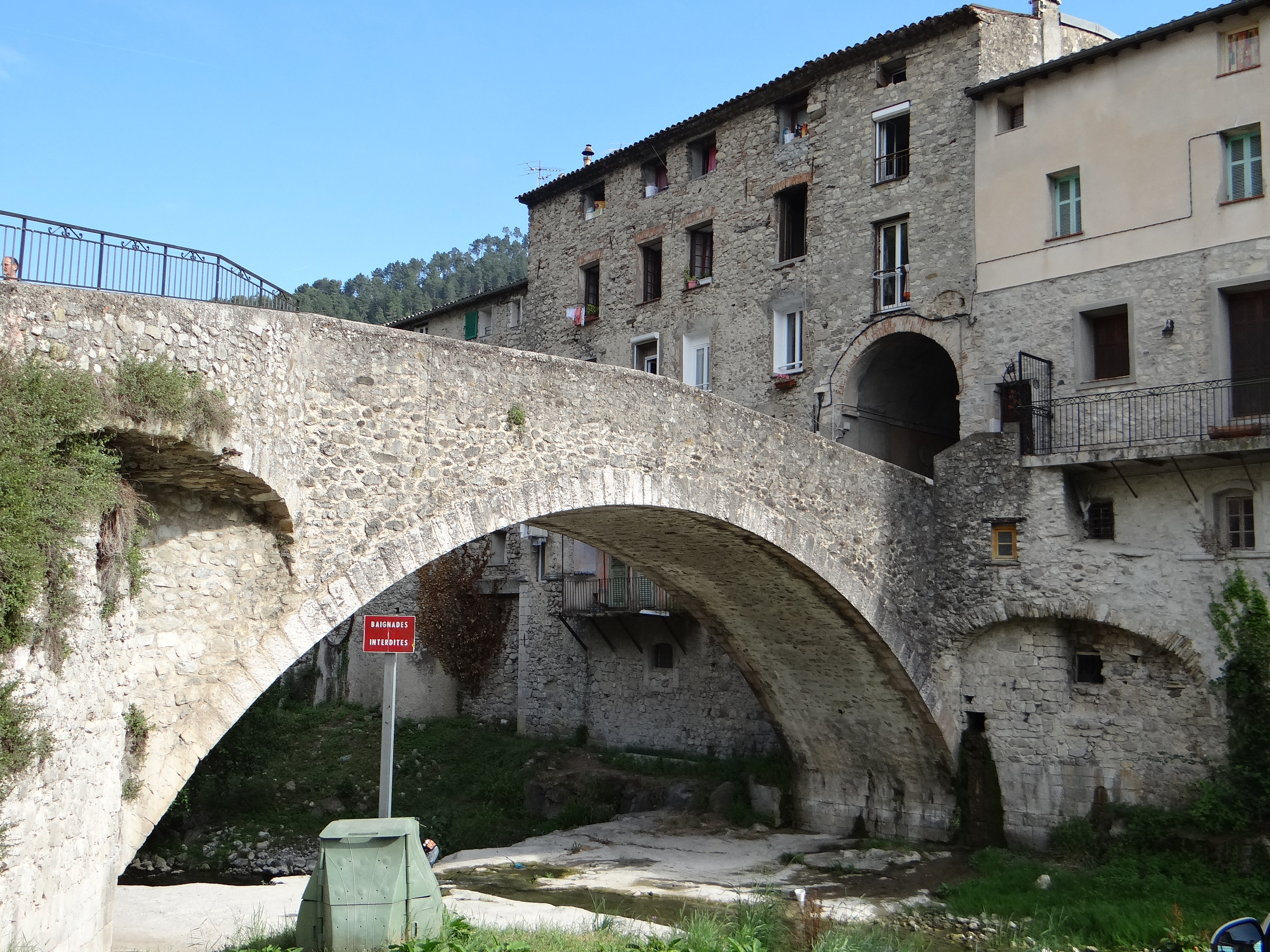
Pont-Vieux
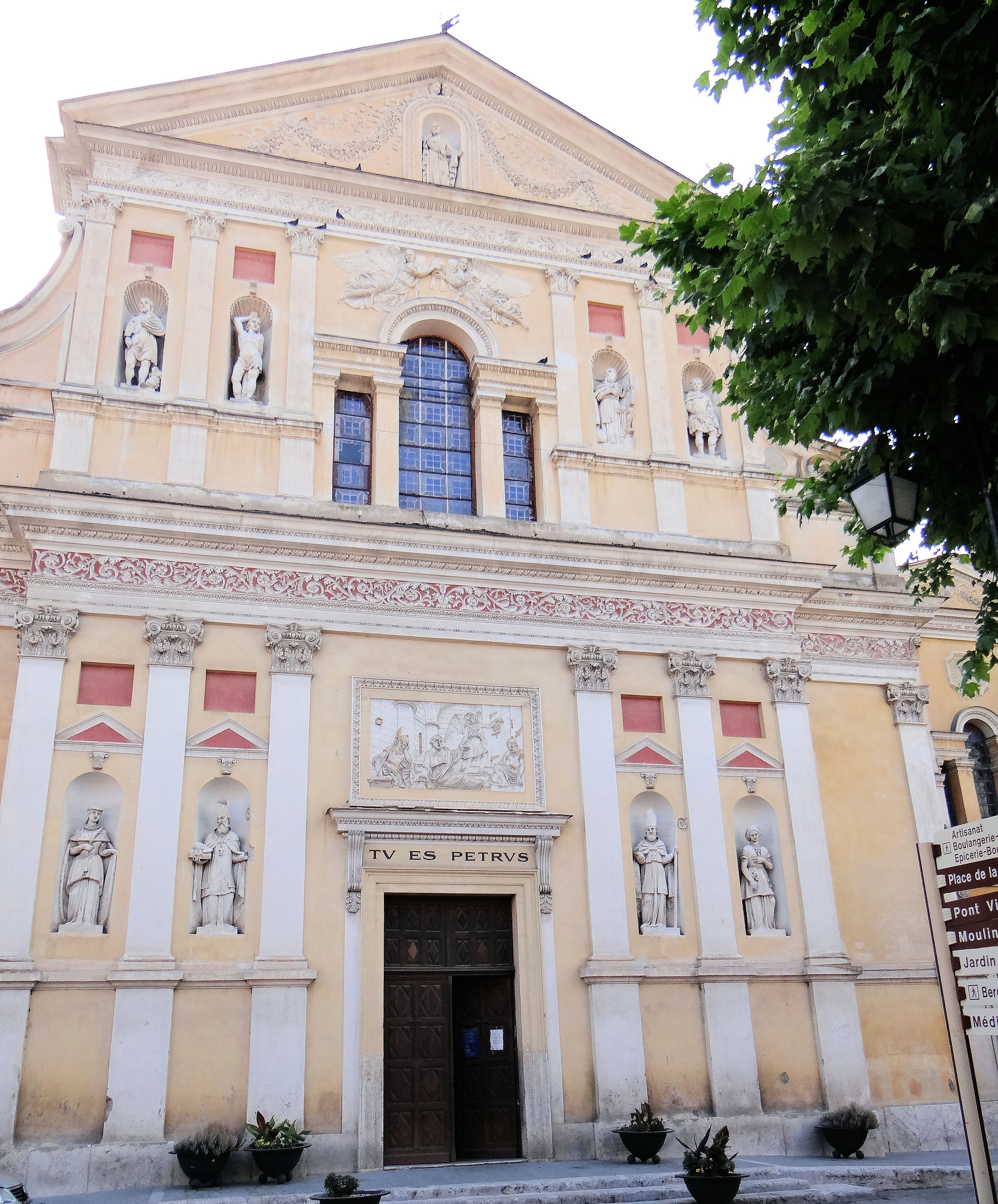
Kirche Saint-Pierre-ès-Liens